# Дипломатически мисии на Словения
Това е списък на посолствата и консулствата на Словения по целия свят.

## Европа
- Австрия
  - Виена (посолство)
  - Клагенфурт (генерално консулство)
- Белгия
  - Брюксел (посолство)
- Босна и Херцеговина
  - Сараево (посолство)
- България
  - София (посолство)
- Ватикан
  - Ватикана (посолство)
- Великобритания
  - Лондон (посолство)
- Германия
  - Берлин (посолство)
  - Мюнхен (генерално консулство)
- Гърция
  - Атина (посолство)
- Дания
  - Копенхаген (посолство)
- Ирландия
  - Дъблин (посолство)
- Испания
  - Мадрид (посолство)
- Италия
  - Рим (посолство)
  - Триест (генерално консулство)
- Косово
  - Прищина (посолство)
- Северна Македония
  - Скопие (посолство)
- Нидерландия
  - Хага (посолство)
- Полша
  - Варшава (посолство)
- Португалия
  - Лисабон (посолство)
- Русия
  - Москва (посолство)
- Словакия
  - Братислава (посолство)
- Сърбия
  - Белград (посолство)
- Украйна
  - Киев (посолство)
- Унгария
  - Будапеща (посолство)
  - Сентготхард (генерално консулство)
- Финландия
  - Хелзинки (посолство)
- Франция
  - Париж (посолство)
- Хърватия
  - Загреб (посолство)
- Черна гора
  - Подгорица (посолство)
- Чехия
  - Прага (посолство)
- Швейцария
  - Берн (посолство)
- Швеция
  - Стокхолм (посолство)

## Северна Америка
| |  |
| Посолството на Словения във Вашингтон (отляво) е сградата на бившето посолство на СФР Югославия (отдясно). |  |

- Канада
  - Отава (посолство)
  - Торонто (генерално консулство)
- САЩ
  - Вашингтон (посолство)
  - Кливланд (генерално консулство)
  - Ню Йорк (генерално консулство)

## Южна Америка
- Аржентина
  - Буенос Айрес (посолство)

## Африка
- Египет
  - Кайро (посолство)

## Азия
- Израел
  - Тел Авив (посолство)
- Индия
  - Ню Делхи (посолство)
- Китай
  - Пекин (посолство)
- Турция
  - Анкара (посолство)
  - Истанбул (генерално консулство)
- Япония
  - Токио (посолство)

## Океания
- Австралия
  - Канбера (посолство)

## Междудържавни организации
- - Брюксел – ЕС
  - Брюксел – НАТО
  - Виена – ООН
  - Женева – ООН
  - Ню Йорк – ООН
  - Париж – ЮНЕСКО
  - Рим – ФАО
  - Страсбург – Съвет на Европа